# Mount Robson
Mount Robson – najwyższy szczyt w kanadyjskiej części Gór Skalistych (3954 m n.p.m.). w grupie górskiej Greater Mount Robson Area. Znajduje się w całości w Mount Robson Provincial Park w Kolumbii Brytyjskiej. Mount Robson jest drugim pod względem wysokości szczytem leżącym w całości w Kolumbii Brytyjskiej po Mount Waddington (najwyższym punktem jest Mount Fairweather, ale znajduje się on tylko częściowo po stronie kanadyjskiej). Jest to potężny masyw, zbudowany z wyniesionego bloku skał osadowych, wznoszący się przeszło 3 km ponad otaczającym terenem. Szczyt pokrywają wieczne śniegi i lodowce. Po raz pierwszy zdobyty został przez Williama W. Fostera, Alberta H. McCarthy’ego i Konrada Kaina w 1913 roku.
Nazwa szczytu została nadana po Colinie Robertsonie, który pracował dla Kompanii Północno-Zachodniej i Hudson’s Bay Company na początku XIX wieku. Dla pierwszych mieszkańców tych rejonów, Indian Secwepemc góra nosi nazwę Yuh-hai-has-kun (Góra spiralnej drogi).